# École de Delft
Ne doit pas être confondu avec École de Delft (peinture).

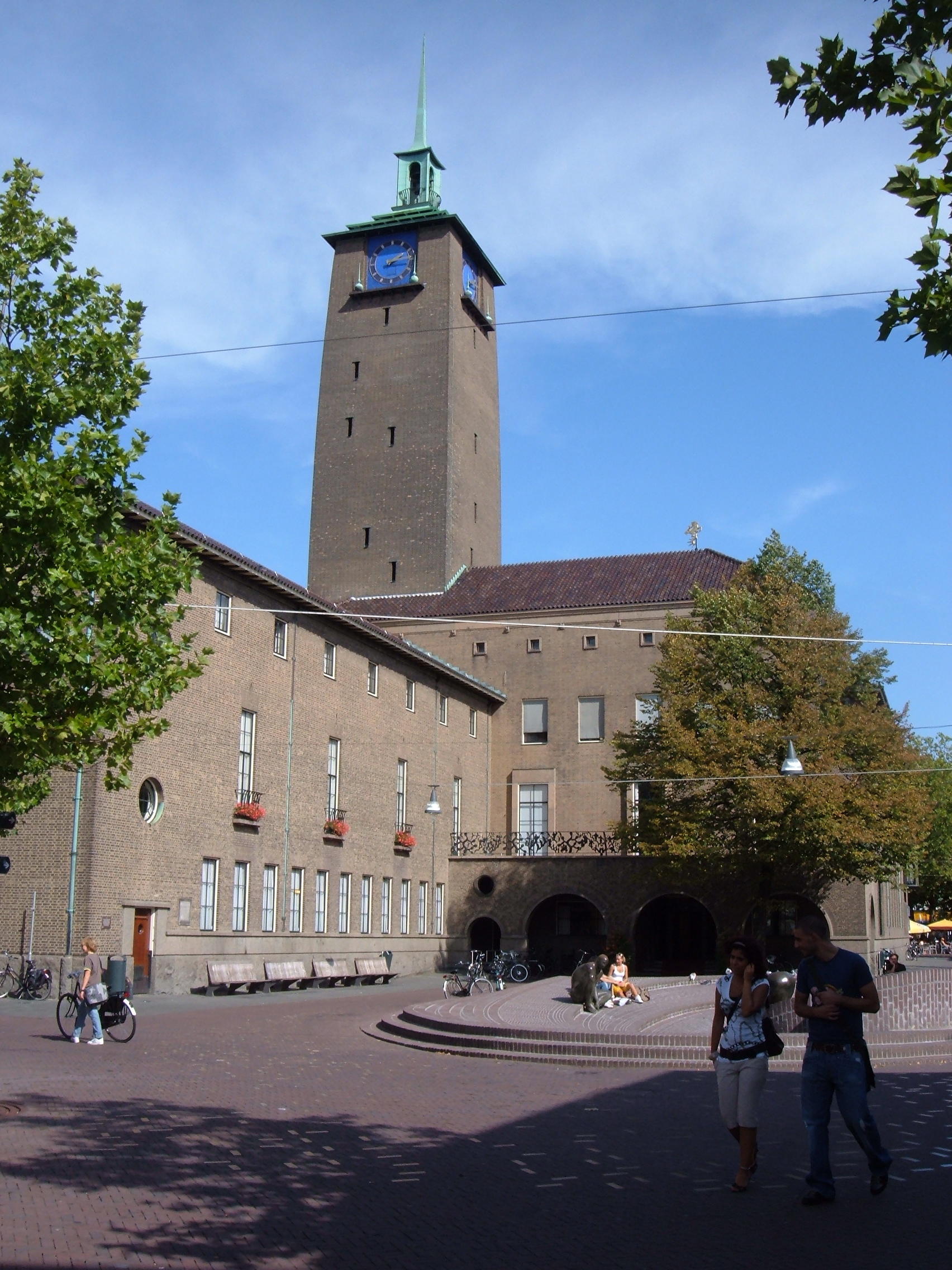
Gijsbert Friedhoff : Stadhuis van Enschede.

L' école de Delft (en néerlandais: Delftse School) est un courant traditionnel architectural néerlandais apparu de 1925 à 1955. Le professeur Marinus Jan Granpré Molière (nl) de l'Université technique de Delft est considéré comme son fondateur. Le nom Delftse School a été introduit par l'architecte Jacobus Oud, membre du groupe artistique De Stijl.

## Style
L'école de Delft cherchait à tendre vers une architecture basée sur des règles universelles. Ainsi, on devait honorer la tradition des bâtiments de la campagne néerlandaise. Ce courant était une réaction à l'école d'Amsterdam jugé trop décoratif par les traditionalistes. En cela, ils se retrouvent dans le rationalisme de Berlage. Selon les architectes de l'école de Delft, la beauté se trouve dans la simplicité et est une harmonie entre les masses, l'espace et l'éclairage, l'accent mis sur les proportions constitue un rappel au classicisme hollandais. L'architecture doit être humble et ne pas se faire remarquer. La fonction du bâtiment doit s'exprimer dans la forme. D'où la différence entre les habitations qui restent simples et modestes et les bâtiments publics qui doivent être monumentaux pour affirmer l'importance de leur fonction. L'école de Delft a eu littéralement une grande influence sur l'architecture catholique. Les caractéristiques principales de l'école de Delft sont l'usage quasi exclusif de brique, les toits hauts et l'utilisation de pierre aux points importants de la construction. Une source importante d'inspiration a été le travail de A.J. Kropholler (nl), qui n'a pas pris part lui-même à l'École de Delft.

## Réalisations
L'architecture de l'école de Delft a dans une large partie influencé la reconstruction pendant et après la Seconde Guerre mondiale, ce qui illustre sa popularité et la confiance en l'avenir de sa valeur.
La critique indique toutefois que la pression de l'école de Delft était si grande que les architectes qui ne choisissait pas la simplicité n'avait que peu de chance de voir leur propositions choisies.
Les architectes de l'école de Delft ont entre autres été concernés par la reconstruction de Rhenen et Middelbourg.

## Architectes et urbanistes
Quelques représentants importants de l'École de Delft, à part Granpré Molière, sont C.M. van Moorsel (nl) et B.J. Koldewey (nl), J.F. Berghoef (nl), A.M. De Rouville de Meux et Gijsbert Friedhoff (nl).

## Critiques
De nombreuses critiques contre l'École de Delft venaient du courant fonctionnalisme. Même au sein des milieux traditionalistes l'école de Delft n'était pas sans controverse.
Frits Peutz (nl) a été un opposant ouvert de Granpré Molière. De plus, des architectes importants du mouvement traditionaliste tels H.W. Valk (nl) et Alphons Boosten n'ont pas suivi l'école de Delft.
Il ne faut donc pas rattacher à l'école de Delft la totalité des réalisations traditionalistes aux Pays-Bas.

## Suite
Depuis la fin des années 1940, l'école de Delft a progressivement fait place à la Bossche School et à Dom Hans van der Laan.